# Dasylabris maura
Dasylabris maura is een vliesvleugelig insect uit de familie van de mierwespen (Mutillidae). De wetenschappelijke naam is gepubliceerd in 1758 door Linnaeus in de tiende editie van Systema naturae.